# Jan van der Brugghen
Jan van der Brugghen was een Vlaams kunstschilder die werkzaam was tussen 1459 en 1488. 
Hij was de zoon van Justaes. Op 12 februari 1459 werd hij opgenomen als schilder in de Gentse Sint-Lucasgilde. In 1465-66 stelde hij zich borg bij de opname van Augustijn de Brune in het Gentse schildersambacht. In 1478-79 en 1486-87 werd hij aangesteld als deken van dit ambacht.
In 1462-63 kocht hij geslagen goud. Deze aankoop heeft hoogstwaarschijnlijk betrekking op het vergulden van een beeldhouwwerk of voor een achtergrond van een schilderij.
In 1475-76 kreeg hij de opdracht om voor het Cisterciënzerklooster in Doornzele (Evergem) een schilderij te maken. Kort nadien op 4 mei 1477 kreeg hij de opdracht van de Gentse magistraat om 4 wimpels te schilderen voor de Blijde Intrede van Maria van Bourgondië. Hetzelfde jaar nog kreeg Jan van der Brugghen op 2 oktober de opdracht om een schilderij te vervaardigen voor de kerk van Knesselare. Op 12 april 1483 deed de kerkfabriek van Sint-Maria-Latem een beroep op deze kunstenaar om een schilderij te vervaardigen voor hun kerk. Met de Gentse beeldhouwer Philip Clincke was hij in 1485-1486 werkzaam aan een retabel voor de kerk van Mere.
Jan van der Brugghen was een vermogend kunstenaar en had een atelier met winkel in de Brabantdam te Gent, die na zijn dood in 1488 overgenomen werd door zijn zoon Jan.